# کالوم کندی
کالوم کندی (انگلیسی: Callum Kennedy؛ زادهٔ ۹ نوامبر ۱۹۸۹) بازیکن فوتبال اهل بریتانیا است.
از باشگاه‌هایی که در آن بازی کرده‌است می‌توان به باشگاه فوتبال گیلینگام، باشگاه فوتبال ای‌اف‌سی ویمبلدون، باشگاه فوتبال اسکانتورپ یونایتد، باشگاه فوتبال روترهام یونایتد، و باشگاه فوتبال سوئیندون تاون اشاره کرد.